# Rijksbeschermd gezicht Heerlen - Maria Christinawijk
Het rijksbeschermd gezicht Heerlen - Maria Christinawijk is een van rijkswege beschermd stadsgezicht in de wijk Heksenberg in de gemeente Heerlen in de Nederlandse provincie Limburg. De wijk is uniek in Nederland omdat ze tijdens de Tweede Wereldoorlog en volgens Duitse woningbouwprincipes tot stand kwam.

## Beschrijving gebied
Het stadsgezicht Maria Christinawijk is gesitueerd ten noorden van het stadscentrum van Heerlen en ten zuiden van Brunssum. De mijnkolonie ligt langs de doorgaande verbinding, de Heerenweg, en sluit aan op de kolonie Heksenberg uit de jaren 1920. De wijk lag vlak bij de Oranje-Nassau IV-mijn, waarvan nog slechts het talud van het voormalige mijnspoor en de voormalige mijnsteenberg overgebleven zijn.
De bouw van de wijk begon in 1941 tijdens deTweede Wereldoorlog. Het ontwerp was van de Duitse architecten K. Gonser en H.G. Oechler. De wijk was bedoeld voor Duitse beambten en ander personeel van de Heerlense kolenmijnen, die de mijnexploitatie van de Nederlanders zouden overnemen. Uitgangspunt bij de stedenbouwkundige en architectonische uitwerking van het plan was de Duitse woningwet uit de nationaalsocialistische tijd, de zogenaamde Führererlass. Het complex staat om die reden ook wel bekend als de 'Hermann Göringkolonie', genoemd naar Hermann Göring, de rijksmaarschalk van het Derde Rijk, die beoogde Nederland en andere bezette westelijke gebieden in te schakelen voor de Duitse oorlogsindustrie.
Het oorspronkelijke ontwerp voor de wijk bestond uit twee woonwijken met daartussen een plein met een monumentaal partijgebouw. Van dit plan is alleen de zuidelijke woonwijk met ca. 240 geschakelde woningen gerealiseerd. De hoekpanden hebben klokgevels. Ondanks de bouwstop in 1942 kon er langzaam doorgebouwd worden. De tweelaagswoningen zijn onderkelderd.  Omdat het oorlog was, hebben deze woningen een "bomvrij" kelderdeel gekregen met een uitgang direct naar buiten voor het geval de keldertrap versperd was door puin. De voorziene stalen kelderdeuren zijn slechts bij een deel van de woningen geplaatst. Na de oorlog is de zuidelijke woonwijk voltooid. De westelijke woonwijk, het plein en het partijgebouw zijn nooit gerealiseerd.
In 1947 werd de wijk officieel omgedoopt tot Maria Christinawijk (naar de toen pasgeboren Prinses Christina met als doopnaam Maria Christina). De Staatsmijnen waren inmiddels eigenaar geworden; later werd het beheer door de Stichting Thuis Best overgenomen; dat later opging in het pensioenfonds AZL. De woningen waren niet erg in trek, onder meer door de gesloten architectuur van de gevels, de krappe woonkamer en ruime keuken, de afwijkende plafondhoogte en de als schuilkelder ingerichte bergruimte. Ook de bijnaam 'Herman Göringkolonie' hielp niet mee aan een positief imago. In de jaren zeventig werd de wijk door de Europese Gemeenschap voor Kolen en Staal geaccepteerd als experimenteel verbeteringsproject, waardoor er subsidie beschikbaar kwam voor de renovatie van de 240 woningen. Hiermee was de wijk gered van de ondergang.

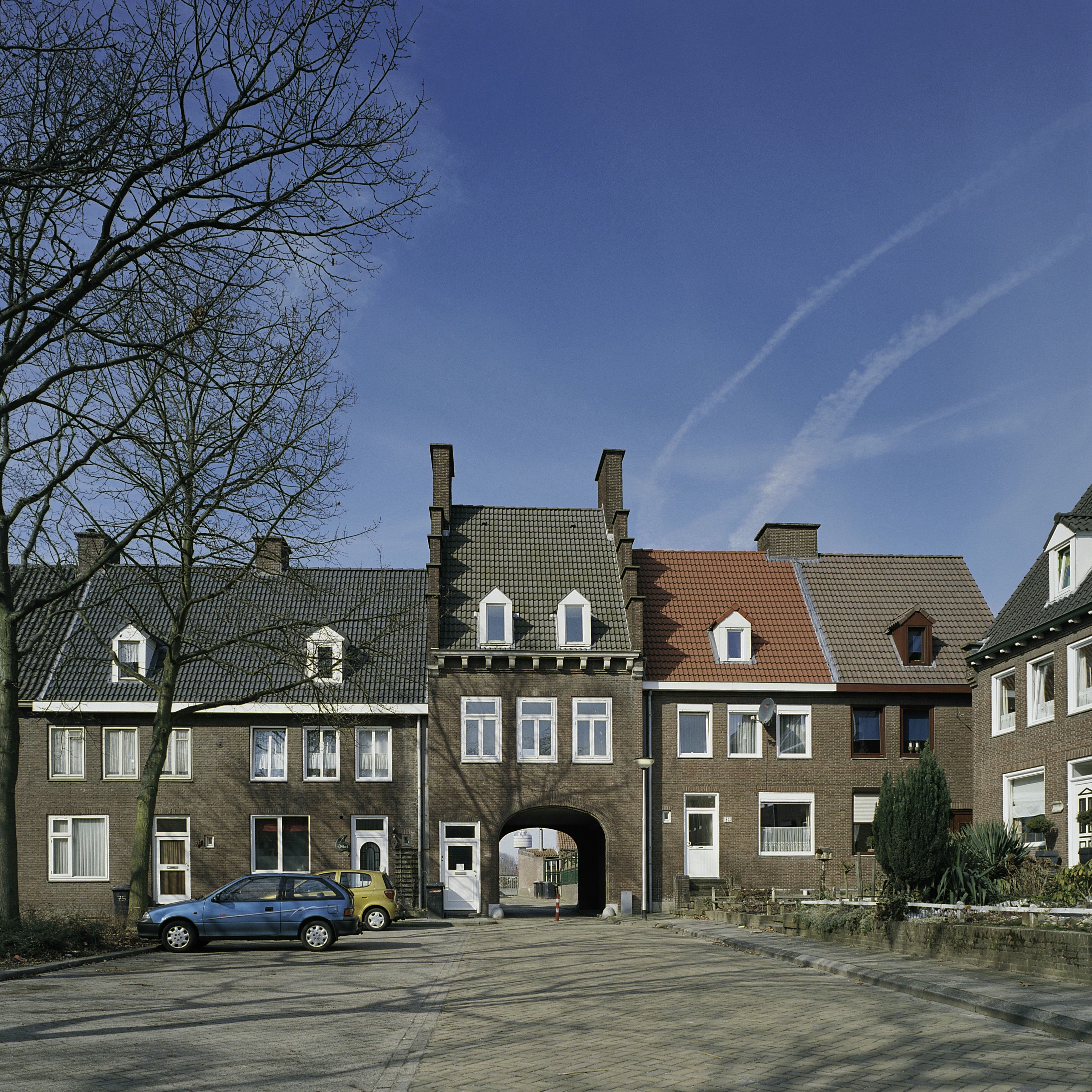
Poortgebouw
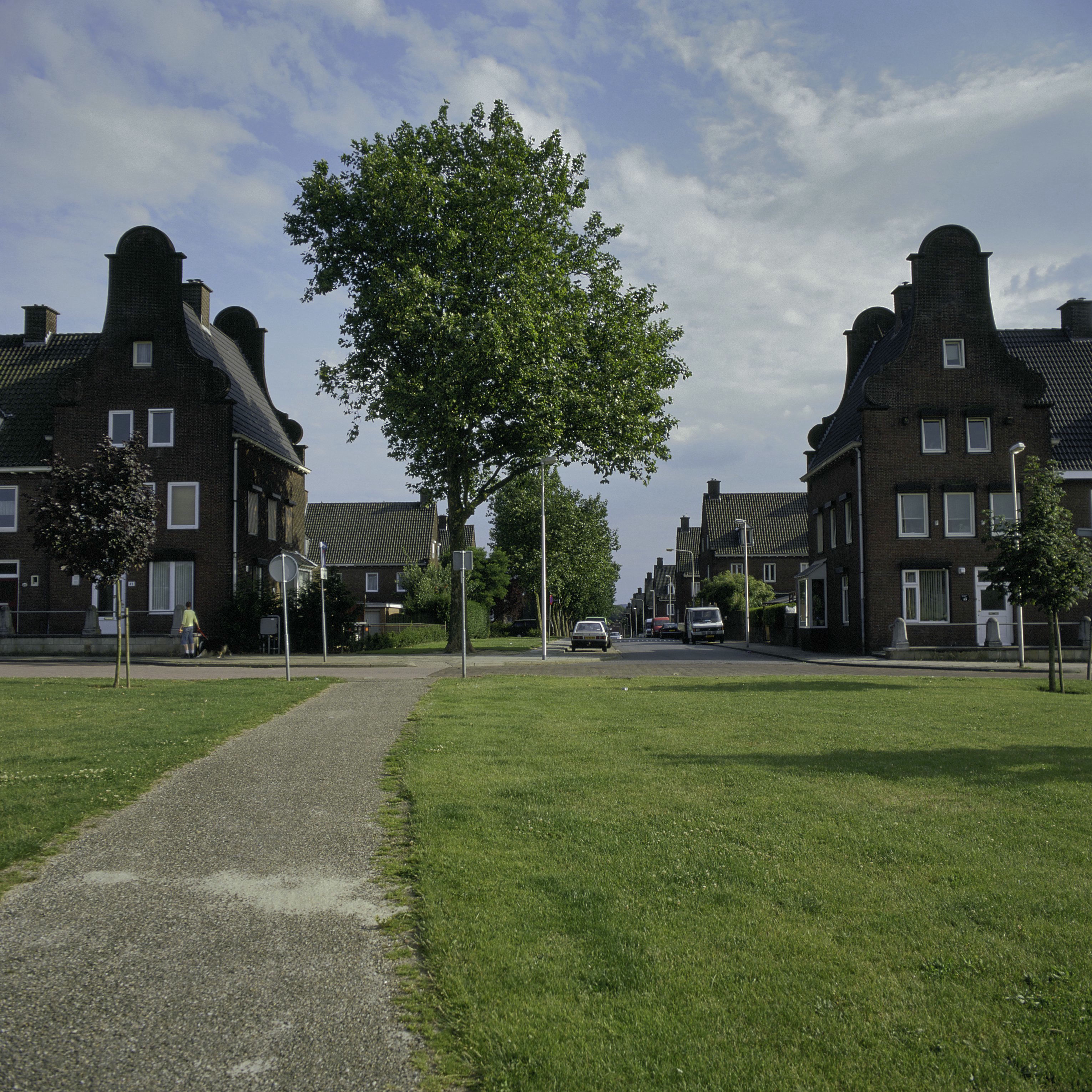
Klokgevels
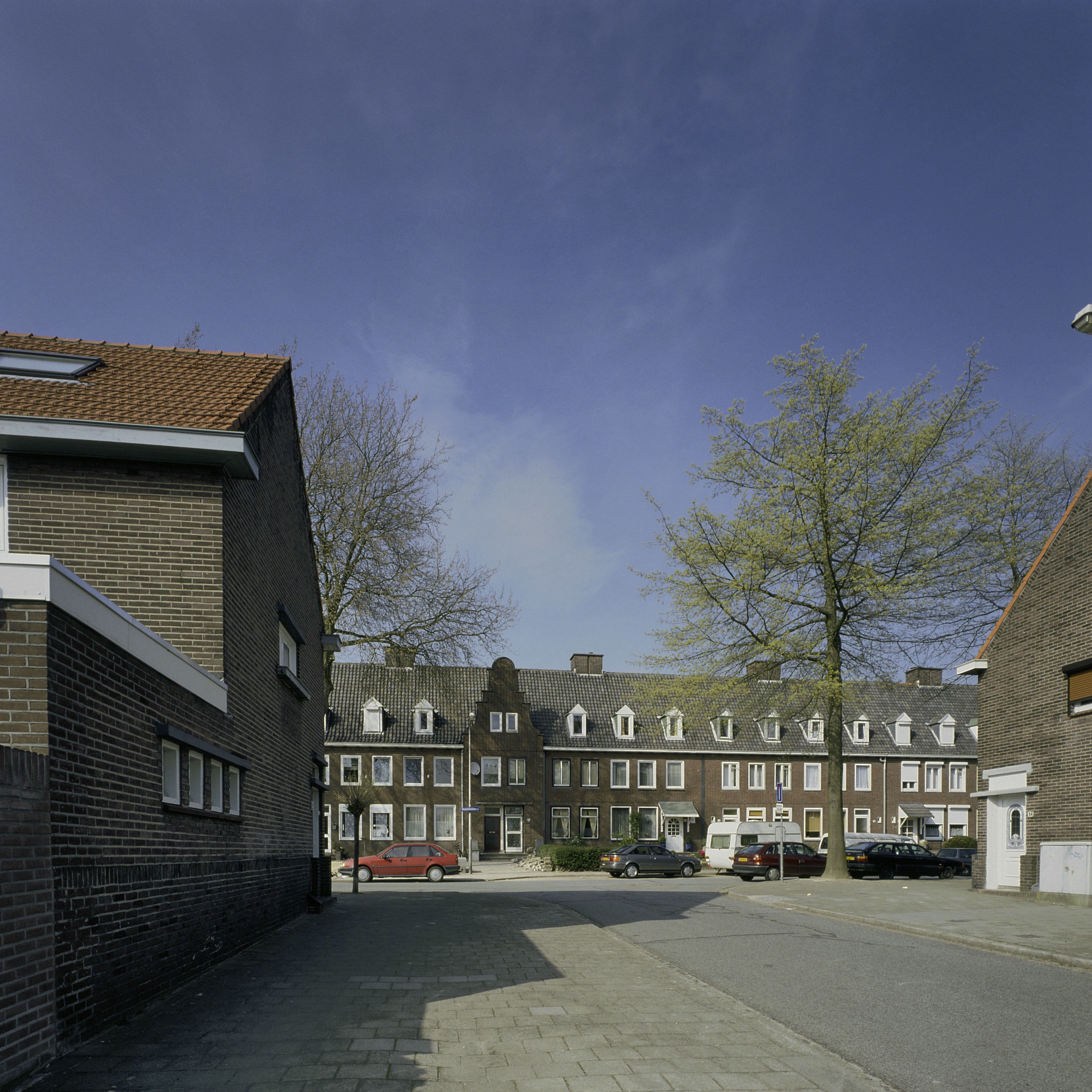
Hubertusplein
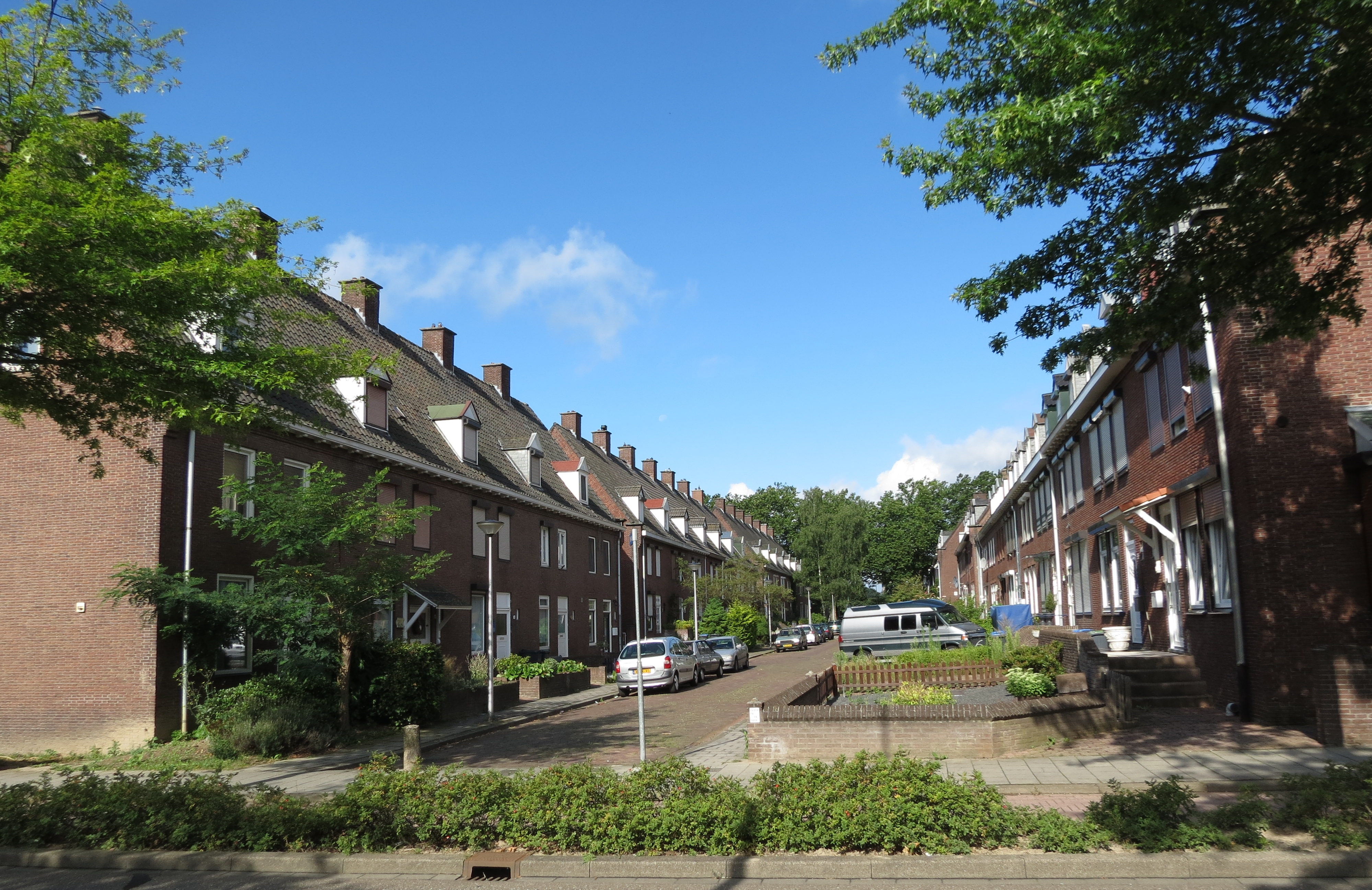
Pelikaanstraat

## Aanwijzing tot rijksbeschermd gezicht
De procedure voor aanwijzing werd gestart op 29 november 2005. Het gebied werd op 15 februari 2008 definitief aangewezen. Het beschermd gezicht beslaat een oppervlakte van 9,1 hectare.
Panden die binnen een beschermd gezicht vallen krijgen niet automatisch de status van beschermd monument. Wel zal de gemeente het bestemmingsplan aanpassen om nieuwe ontwikkelingen in het gebied te reguleren. De gezichtsbescherming richt zich op de stedenbouwkundige en cultuurhistorische waardering van een gebied en wil het toekomstig functioneren daarvan veiligstellen.